# Skrapež
Skrapež (cyr. Скрапеж) – wieś w Serbii, w okręgu jablanickim, w gminie Vlasotince. W 2011 roku liczyła 172 mieszkańców.